# Policarpo da Costa Vaz
Dom Policarpo da Costa Vaz (chinês tradicional: 高德华, chinês simplificado: 高德华, pinyin: Gao Dehua); (Barreiros, Viseu, 22 de fevereiro de 1908 – 4 de janeiro de 1984) foi um sacerdote católico e bispo auxiliar do Porto, de 17 de abril de 1950 até 1954, depois bispo de Macau de 29 de janeiro de 1954 a 1960, e, finalmente, foi bispo da Guarda, entre 9 de junho de 1960 e resignou a 17 de novembro de 1979. Foi Bispo Emérito da Guarda entre 17 de novembro de 1979 e 4 de fevereiro de 1984, ano em que faleceu.
Entrou no Seminário Diocesano de Viseu em 5 de outubro de 1920. De 1925 a 1927 frequentou, em Roma, a Universidade Gregoriana que, por motivos de saúde, teve de abandonar. Regressado ao Seminário de Viseu, foi ordenado de presbítero a 21 de março de 1931 e concluiu o Curso Teológico em 3 de outubro de mesmo ano. Ainda no quarto ano teológico desempenhou as funções de ecónomo no Seminário de Viseu. Mais tarde foi nomeado professor de filosofia.
Aberto, em outubro de 1934, o Seminário de São José em Fornos de Algrodes aí colocou o D. José da Cruz Moreira Pinto, como reitor, cargo que desempenhou até 1950.
Neste período, além do cuidado com que se devotou à formação dos alunos, tomou importantes iniciativas de ordem material que muito melhoraram e embelezaram o edifício daquele estabelecimento eclesiástico.
Em 1937, foi nomeado cónego capitular da Sé de Viseu. Em 17 de abril de 1950, foi nomeado bispo titular de Euréa e auxiliar de D. Agostinho de Jesus e Sousa, o bispo do Porto.
Foi sagrado em 29 de junho de 1950, na Sé de Viseu. Na Diocese do Porto foi, até à morte de D. Agostinho de Jesus e Sousa seu precioso colaborador. O clero teve em D. Policarpo da Costa Vaz, desde o princípio, um verdadeiro conselheiro e amigo. Em 21 de fevereiro de 1952, foi nomeado Vigário Capitular.
Em 14 de agosto de 1952, o Papa Pio XII designou-o para auxiliar do Cardeal-Primaz de Lisboa, D. Manuel Gonçalves Cerejeira.
No dia 1 de julho de 1954, às 14h30, aterrou no [[Aeroporto Internacional Kai Tak]Aeroporto de Kowloon]| o avião que trouxe D. Policarpo da Costa Vaz e o seu secretário particular, o Rev. Pe. José Ferreira de Almeida. Nove sacerdotes de Macau, vários de Hong Kong e alguns leigos foram esperar o novo bispo e o seu secretário particular. Aí se conservou hospedado até ao dia 4 de julho, D. Policarpo da Costa Vaz, onde recebeu alguns sacerdotes do clero secular, que lhe foram apresentar os seus préstimos antes de regressarem a Macau.

## Episcopado de Macau
Foi nomeado bispo de Macau tendo chegado e tomado posse à tarde do dia 4 de julho de 1954, na ponte-cais n.º 16. Às 18h40 chegou a Macau o novo prelado de Macau, D. Policarpo da Costa Vaz, acompanhado do seu secretário particular, Rev. Pe. José Ferreira de Almeida. Pouco antes das 19h30, D. Policarpo da Costa Vaz deu entrada na Igreja de S. Lázaro, considerada a mais antiga da diocese, tendo no adro daquela sido recebido pelo pároco, Rev. Pe. Roque Lui, e membros de organismos católicos chineses.
Durante o seu governo, fizeram-se as seguintes obras: Colégio de S. José na Praia Grande; Colégio do Perpétuo Socorro; Colégio Mateus Ricci; Escola de Santa Teresa do Menino Jesus; Colégio Stella Matutina; Escola Estrela do Mar; Escola do Santíssimo Rosário; Instituto D. Melchior Carneiro; Escolas do Imaculado Coração de Maria e S. Francisco Xavier em Coloane. Foram fundados o Centro Católico e a "Biblioteca D. Policarpo" e construídas nas Ilhas mais de 300 casas para os pobres, bem como dispensários.

## Episcopado da Guarda
Em 9 de julho de 1960 foi transferido para a Diocese da Guarda o então bispo de Macau. Entrou na sua nova Diocese da Guarda em 9 de dezembro de 1960. Durante o Concílio Vaticano II "poderíamos avançar a ideia de se tratar de um bispo da aula conservadora, não no sentido de intervenção contrária às posturas mais progressistas dos trabalhos do Concílio, mas porque tinha receio de qualquer progresso, ou melhor, tinha a prudência em grau heroico, receando o futuro". Foi bispo da diocese até 1979.

## Episcopado-emérito da Guarda
Faleceu em 1984, com 75 anos de idade.